# Прейкшайтис, Айдас
Айдас Прейкшайтис (лит. Aidas Preikšaitis; род. 15 июля 1970, Акмяне, Литовская ССР, СССР) — литовский футболист, полузащитник, выступавший за сборную Литвы.

## Клубная карьера
Начал взрослую карьеру в вильнюсском «Жальгирисе», в его составе дебютировал в матче Кубка СССР 1989/90. С 1990 года выступал за «Жальгирис» в чемпионате Литвы, становился чемпионом страны в сезонах 1991 и 1991/92, четырежды выигрывал Кубок Литвы.
В 1997—2004 годах, с небольшим перерывом, Прейкшайтис выступал за зарубежные клубы.
В начале 1997 года подписал контракт с московским «Торпедо», дебютировал в высшем дивизионе России 17 марта 1997 года в игре против «Шинника». В составе «Торпедо» сыграл 16 матчей (2 гола) в чемпионате России, 1 матч в Кубке России и 6 матчей (1 гол) в Кубке Интертото.
В августе 1997 года Прейкшайтис перешёл в другой клуб высшей лиги России — «КАМАЗ-Чаллы», в его составе дебютировал 9 августа 1997 в матче против своего бывшего клуба «Торпедо». За «КАМАЗ» Айдас сыграл 6 матчей в чемпионате России и 1 матч (1 гол) в Кубке страны.
Зимой 1997/98 Прейкшайтис перебрался в Польшу, где выступал за клубы высшего дивизиона чемпионата Польши — «Катовице», «Стомил», «КСЗО Островец», «Висла» (Плоцк), «Свит». Всего в чемпионатах Польши он сыграл 84 матча и забил 6 голов. За эти шесть лет он несколько раз отлучался из Польши и выступал за немецкие клубы третьего и четвёртого дивизионов — «Унион Берлин» и «Киккерс Эмден», а также ненадолго возвращался в литовский «Жальгирис».
В 2004 году Прейкшайтис вернулся в Литву и провёл три сезона в вильнюсской «Ветре», в 2006 году в возрасте 36 лет завершил профессиональную карьеру.
В последние годы играет на любительском уровне за вильнюсский «Прелегентай».

## Международная карьера
Айдас Прейкшайтис впервые вызван в сборную Литвы в 1992 году тренером Шендерисом Гиршовичюсом. Он дебютировал в национальной команде 11 июля 1992 года в матче Кубка Балтии против Эстонии (1:1).
В следующие три года Прейкшайтис не вызывался в сборную, а с 1995 года стал играть за неё регулярно. Его последним матчем в сборной стала игра 6 сентября 2006 года против Шотландии.
Всего Айдас Прейкшайтис провёл за сборную 48 матчей и забил 3 гола, в том числе 13 матчей (1 гол) в отборочных турнирах чемпионатов мира, 15 матчей в отборочных турнирах чемпионатов Европы, 5 матчей (1 гол) в Кубке Балтии и 15 матчей (1 гол) в товарищеских играх.